# Sepo
Sepo (Hán Việt: Tẩy Phố) là một huyện thuộc tỉnh Kangwon tại Cộng hòa Dân chủ Nhân dân Triều Tiên.
Địa hình huyện chủ yếu là đồi núi, có hai dãy núi là Masikryong và Kwangju đi ngang qua. Ngoài ra cũng có một số ngọn núi nằm ngoài hai dãy núi này. Các sông suối chính trên địa bàn là Namdaechon, Yongjichon và Komitanchon. 75% diện tích của huyện lddaaats rừng.
Sepo có các tài nguyên molybden, bạc, kẽm và fluorit. Ngoài ra, nông nghiệp cũng đóng góp cho nền kinh tế địa phương; Sepo được biết đến với nông sản là củ cải. Thêm vào đó, chăn nuôi và trồng cây ăn quả cũng đóng vai trò nhất định, ngoài ra huyện cũng có lĩnh vực chế tạo quy mô nhỏ.
Ga Sepo Chongnyon là nhà ga trung tâm của huyện Sepo. Nó phục vụ cả tuyến đường sắt Kangwon và tuyến đường sắt Chongnyon Ichon.
Năm 2008, dân số toàn huyện là 61.113 người (28.697 nam và 32.416 nữ), trong đó dân số thành thị là 15.949 người (26,1%) và dân số nông thôn là 45.164 người (73,9%).